# Gongkar Chöde
Pour les articles homonymes, voir Gonggar.
Le monastère de Gongkar Chöde  (tibétain : གོང་དཀར་དགོན་པ།, Wylie : chos sde, THL : Qoide ; chinois simplifié : 曲德寺 ; pinyin : Qude si bzw. Gongga Qude si chinois simplifié : 贡嘎曲德寺 ; pinyin : Gongga Qude si) ou Gongkar Dorjeden (Gong dkar rdo rje gdan) bzw. Dorjeden-Kloster (chin. Duojidan si 多吉丹寺) est un monastère bouddhique dans la région de Gongkar dans la région autonome du Tibet en Chine. Il appartient à l'école Sakyapa du bouddhisme tibétain (Vajrayana).

## Historique
Le monastère a été fondé en 1464 par Dorjedenpa Kunga Namgyel (Gongkar Dorjedenpa) (1432-1496).
Le monastère a été pillé durant la révolution culturelle. Les peintures murales du rez-de-chaussée, badigeonnées à la chaux pendant la Révolution culturelle, furent restaurées dans les années 1980.

## Description
Dans ses locaux, se trouvent des peintures murales récentes représentant les douze actes principaux du Bouddha Shakyamuni ainsi que des peintures murales originales représentant les cinq grands maîtres de la lignée Khön de la tradition Sakya et Dampa Sönam Gyaltsen à Kyenri.